# كلات (خراسان الرضوية)
كلات (بالفارسية: کلات) هي منطقة سكنية تقع في إيران في قسم. يقدر عدد سكانها بـ 6,529 نسمة .